# J.C. van Schagen

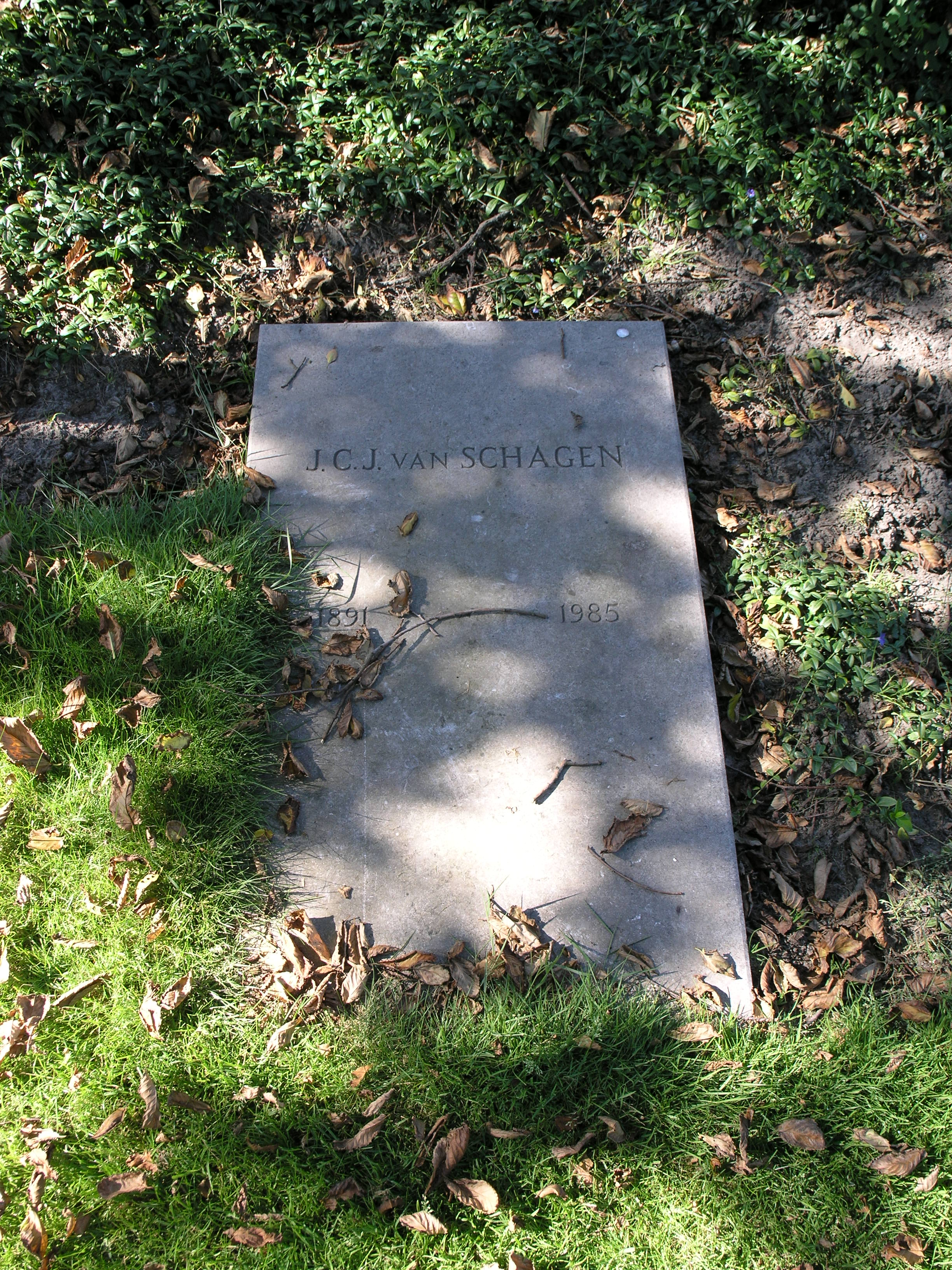
Grafsteen van J.C.J. van Schagen te Domburg

Johan Christiaan Jacob (Chris) van Schagen (Vlissingen, 11 december 1891 - Deventer, 17 april 1985) was een Zeeuwse schrijver, dichter en graficus. Hij publiceerde als J.C. van Schagen. Zijn bekendste werk is de dichtbundel Narrenwijsheid. 

## Levensloop
Chris van Schagen volgde de lagere school en de HBS in Middelburg en begon zijn ambtelijke loopbaan in deze Zeeuwse hoofdstad. Hij studeerde rechten in Amsterdam, waar hij zijn vrouw Willy Dalman leerde kennen. Zij trouwden in 1918. Hun dochter Joos werd in 1920 geboren, waarna het gezin naar Rotterdam verhuisde. In 1925 verscheen zijn eerste zelfstandige dichtbundel, Narrenwijsheid in de bibliofiele reeks Palladium. De boekverzorging is van J. van Krimpen. Latere drukken werden steeds uitgebreid.
In 1928 verscheen Litanie bij uitgeverij De Gemeenschap, met prenten van Jozef Cantré. Ook maakte Van Schagen maatschappelijk carrière, tot hij in 1942 wegens 'politieke moeilijkheden' werd ontslagen als ambtenaar bij de gemeente Rotterdam.
Daarna volgde hij lessen van Antoon Derkzen van Angeren, aan de Rotterdamse Academie voor Beeldende Kunsten, en leerde onder andere etsen en lithograferen. In 1946 publiceerde hij Onderaardsch en Flarden van den wind, proza en poëzie.
Vanaf de jaren vijftig publiceerde Van Schagen veel poëzie (bijvoorbeeld Zeeuwse reflexen, 1953) en proza en maakte hij ook steeds meer 'prenten'. Het overgrote deel van zijn werk werd door Van Schagen zelf uitgegeven. Meer dan twintig titels in de reeks Domburgse Cahiers en de serie schriftsels, poëzie en proza, werden verzonden aan honderden liefhebbers. De 'prenten', schilderijen, etsen, lithografieën, monotypes en vooral unica-drukken, verkocht hij voor een groot deel aan huis. Hij was oprichter van de Zeeuwse Kunstenaarskring, voorloper van de Zeeuwse Kunstkring.
In 1966 kreeg Van Schagen de Marianne Philipsprijs toegekend, als eerbetoon voor zijn oeuvre.
Van Schagen heeft diverse tentoonstellingen van zijn werk gekend. Het hoogtepunt, een overzichtstentoonstelling in achtereenvolgens Rotterdam, Veere, Middelburg en Domburg, ging gepaard met de presentatie van een literair drieluik in de serie Archief Van Schagen, gepubliceerd door uitgeverij De Prom (drie delen, 1985-1987).
Van Schagen heeft de presentatie van het eerste deel nog meebeleefd, zij het thuis. Hij overleed in de nacht van 16 op 17 april 1985 in Deventer.

## Grafisch werk
J.C. van Schagen heeft vermoedelijk honderden, zo niet ver over de duizend prenten gemaakt. Begonnen met bewerkelijke technieken als schilderen, etsen en lithograferen (steendruk), heeft Van Schagen al snel technieken gevonden die zijn inspiratie snel konden omzetten in een prent. In eerste instantie maakte hij unicadrukken, later kalligrammen: tot prent omgevormde handschriften, door spiegelen en draaien onleesbaar en zo de taal tot teken omvormend. Een techniek die van Schagen hoogstwaarschijnlijk zelf heeft uitgevonden.

## Filosofie
De kracht van Van Schagen was het kunnen zien van kunst en het leven zelf als spel. Alles moest 'toevallen'. Alle berekende, voorspelbare uitkomsten waren volgens zijn visie bij voorbaat nutteloos, zinloos en waardeloos. Zowel in zijn woorden als in zijn beelden is dit nooit eindigende spel terug te vinden.
Niets is wat niet goddelijk is. Daarom wil ik niets uitzonderen ... daarom geef ik geen namen, ik ga maar en ben

## Eerbewijzen
- Zeeuwse Prijs voor Kunsten en Wetenschappen, 1961
- Ridder in de orde van Oranje Nassau, 1961
- Marianne Philipsprijs, 1966
- Jacobson-prijs, 1975

## Sterk verkorte bibliografie

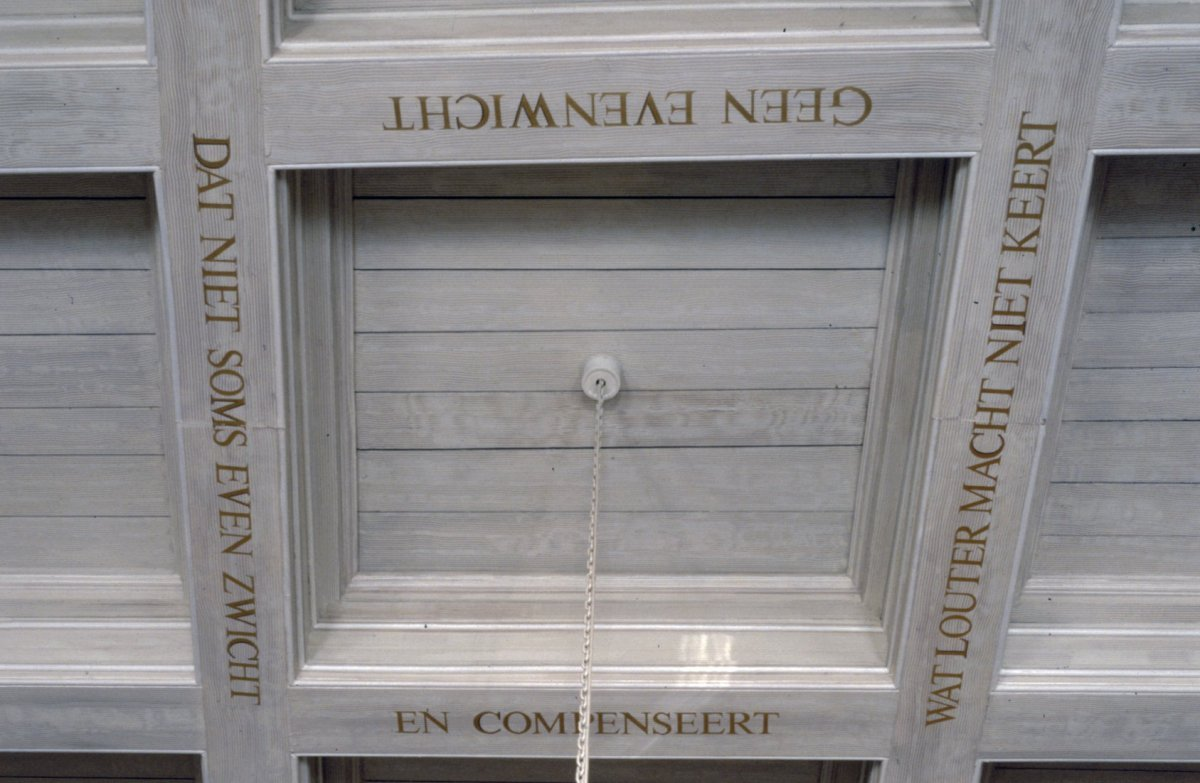
Stadhuis van Deventer, cassetteplafond met dichtregel van J.C. van Schagen (eerste verdieping, raadszaal)

- Stellingen op het gebied der Visscherij, proefschrift, 1920.
- Narrenwijsheid, poëzie, 1925.
- Litanie, poëzie, 1928.
- Litanie, 1943, uitgever: Van Loghum Slaterus, Arnhem, K-nummer: K1854,[1]
- Onderaardsch, proza, 1946.
- Flarden van den wind, proza en poëzie, 1946.
- Zeeuwse reflexen, proza, 1953.
- Toespraak namens het vergaderde volk van Zeeland, proza, 1954.
- Drie fragmenten uit een Domburgs rijmjournaal, poëzie, 1961.
- Miniaturen, poëzie, 1962.
- Domburgse Cahiers I - XXIV, proza en poëzie, 1963-1975.
- In het spiegeltje van Sjoe, proza en poëzie, 1974.
- Al tuimelend, poëzie, 1975.
- Schriftsels I - XVII, proza en poëzie, 1977-1981.
- Wat dit blijfsel overbleef, poëzie, 1985.
- Ik doe niet meer mee, proza, 1986
- Je moet het zwijgen, correspondentie en beeldend werk, 1987.
- Ik ga maar en blijf, bloemlezing gekozen en ingeleid door Ingmar Heytze, 2008